# Boulonjski edikt
Boulonjski edikt, Boulonjski edikt pomiritve ali Mir iz La Rochellea, je odlok, ki ga je 25. junija 1573. objavil francoski kralj  Karel IX. v Château de Madrid v Bois de Boulogne. Pariški parlament ga je uradno potrdil 11. avgusta 1573. Edikt je uradno končal četrto fazo francoskih verskih vojn, ki so se začele s pokolom v Šentjernejski noči avgusta 1572. Četrta faza vojn je vključevala obleganje La Rochelle (1572-1573) in obleganje Sancerra.

## Vsebina
Edikt je močno okrnil številne pravice, podeljene francoskim protestantom z Mirom iz Saint-Germain-en-Laya iz leta 1570.  Hugenoti so dobili amnestijo za svoja pretekla dejanja in svobodo veroizpovedi, vendar jim je bilo bogoslužje dovoljeno samo v njihovih  domovih in treh mestih: La Rochelle, Montauban in Nîmes. Protestantskim plemičem s pravico visokega sodstva je bilo dovoljeno obhajati poroke in krste, vendar le pred skupino, ki je razen družinskih članov štela največ deset oseb. Izven teh treh mest je bilo protestantsko bogoslužje popolnoma prepovedano.
Pod protiskom Katoliške lige je moral francoski kralj Henrik III. preklicati Boulonjski edikt, s čimer je ponovno kriminaliziral protestantizem in začelo novo poglavje v francoskih verskih vojnah, ki so se končale šele potem ko je  kralj Henrik IV. leta 1598 objavil Nantski edikt.